# ムーンサルト
ムーンサルト（Moonsault）は、体操競技の技「後（前）方二回宙返り一回ひねり」の通称で和製英語。「月面宙返り」とも言う。

## 概要
この技の始まりは塚原光男が1972年（昭和47年）のミュンヘンオリンピック団体の自由演技で鉄棒の下り技として「後方かかえ込み二回宙返り一回ひねり下り」を発表したのが最初である。この技は、トランポリンの技「ハーフインハーフアウト」（後方1回宙返り1/2ひねり＋前方1回宙返り1/2ひねり）に想を得て編み出された。なお、跳馬にもツカハラと言う技があるが別物（ツカハラ跳び）である。
発表当初の演技ではアンコールが鳴り止まず、塚原は9.90の高得点を獲得して「神技」、「宇宙遊泳」等と讃えられた。その後国際体操連盟により新技ツカハラ（Tsukahara）として認められた。
ツカハラの名称はゆかもしくは鉄棒の下り技のみに限られるが、ムーンサルトや月面宙返りの場合は「二回宙返り一回ひねり」していれば他の競技であってもそう呼ばれ、回転の方向も問われない。

## 関連する技

### 新月面宙返り
「二回宙返り二回ひねり」の事。これも通称である。1976年のモントリオールオリンピックで梶山広司が鉄棒で「後方かかえ込み二回宙返り二回ひねり下り」として使用したのが有名。

### 鉄棒

#### ハイデン
バーを越えながら 後方伸身二回宙返り一回ひねり下り。デニス・ハイデン（Dennis Hayden）によって初披露された。

#### ワタナベ
後方伸身二回宙返り二回ひねり下り。渡辺光昭が1985年に世界で初めて披露し、新技として認められた。"伸身新月面宙返り"とも呼ばれる。2004年のアテネオリンピックで冨田洋之が日本の優勝を決めた技として有名。

#### フェドルチェンコ
後方伸身二回宙返り三回ひねり下り。セルゲイ・フェドルチェンコによって初披露された。

### 平行棒

#### ヒロユキ・カトウ
後方かかえ込み二回宙返り一回ひねり下り。加藤裕之によって初披露された。

### ゆか

#### リ・ジョンソン
後方抱え込み二回宙返り三回ひねり。北朝鮮のリ・ジョンソン（리정성,Ri Jong-song）によって初披露された。

#### シライ3
後方伸身二回宙返り三回ひねり。白井健三によって初披露された。

### 段違い平行棒

#### ムスタフィナ
後方かかえ込み二回宙返り一回半ひねり下り。ロシアのアリヤ・ムスタフィナによって初披露された。

#### ファブリクノワ
後方かかえ込み二回宙返り二回ひねり下り。ソ連のファブリクノワ（Oksana Fabrichnova）によって初披露された。

#### レイ
後方伸身二回宙返り二回ひねり下り。アメリカのエリーゼ・レイ（Elise Ray）によって初披露された。

### 平均台

#### バイルズ
後方かかえ込み二回宙返り二回ひねり下り。アメリカのシモーネ・バイルズによって初披露された。

### ゆか（女子）

#### ムヒナ
後方二回宙返り一回ひねり。ソ連のエレナ・ムヒナによって初披露された。

#### チュソビチナ
後方伸身二回宙返り一回ひねり。ウズベキスタンのオクサナ・チュソビチナによって初披露された。

#### シリバス
後方抱え込み二回宙返り二回ひねり。ルーマニアのダニエラ・シリバシュによって初披露された。

#### モールズ
後方伸身二回宙返り二回ひねり。カナダのビクトリア・モールズ（Victoria Moors）によって初披露された。

### ムーンサルトに関連する技の一覧
ムーンサルトに関連する技を種目別・姿勢別に一覧化した表を下記に示す。
N/Aは難度表には存在するが該当する技名が付いていないこと、(未発表)はまだ難度表に存在しないことを示す。
| 種目名       | 月面宙返り       | 新月面宙返り   | 伸身月面宙返り | 伸身新月面宙返り |
| ------------ | ---------------- | -------------- | -------------- | ---------------- |
| ゆか(男子)   | ツカハラ         | N/A            | N/A            | N/A              |
| つり輪       | N/A              | N/A            | N/A            | N/A              |
| 平行棒       | ヒロユキ・カトウ | (未発表)       | (未発表)       | (未発表)         |
| 鉄棒         | ツカハラ         | N/A            | N/A            | ワタナベ         |
| 段違い平行棒 | チュソビチナ     | ファブリクノワ | N/A            | レイ             |
| 平均台       | N/A              | バイルズ       | (未発表)       | (未発表)         |
| ゆか(女子)   | ムヒナ           | シリバス       | チュソビチナ   | モールズ         |

## 技を行う方法
ムーンサルトにはいくつかの試技方法がある。
代表的なものの一つは、一回目の宙返りで1/2ひねり、その後の宙返りでさらに1/2ひねるもの、もう一つは、一回目の宙返りで一回ひねり終えてしまい、二回目の宙返りは通常通り行うものである。
前者は分かりやすいものの、実際の演技では実施が難しいとされる。

## 名称について
「月面宙返り」の名付け親は元日本体育大学副学長・ローマ五輪金メダリスト竹本正男である。1969年に人類は月面着陸を達成し、米ソを中心とした宇宙開発競争の時代にあった。
また、「ムーン・サルト」は和製英語（英語の「moon」とドイツ語の「Salto」の合成語）だとされている（月面宙返り）。なお「ムーンザルトォ」の表記が使用されたこともある。